# Georg Adolf Suckow
Georg Adolf Suckow (Jena, 28 gennaio 1751 – Heidelberg, 13 marzo 1813) è stato un fisico, chimico, naturalista, mineralogista e ingegnere minerario tedesco.

## Biografia
Fu professore di fisica, chimica e storia naturale all'Università di Heidelberg. Scrisse molti libri e articoli su chimica, botanica, zoologia e mineralogia. Dal 1808 divenne Membro dell'Accademia delle Scienze e delle Discipline Umanistiche della Baviera. Anche suo figlio Friedrich Wilhelm Ludwig fu un naturalista.